# 배후중상설

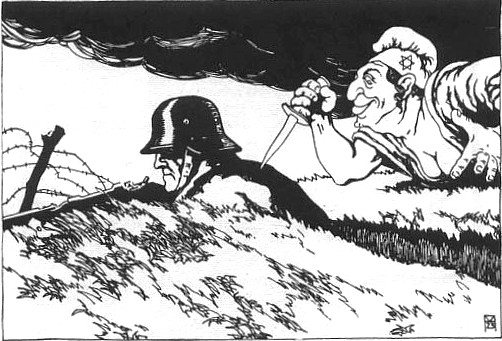
1919년 오스트리아에서 제작된 엽서. 유대인이 전쟁터에 나간 독일 군인의 등을 칼로 찌르는 모습이 그려져 있다.

배후중상설(背後重傷說, 독일어: Dolchstoßlegende 돌히슈토슬레겐데[*]→등 뒤에서 칼 찌르기)는 1918년 후의 독일 극우가 널리 가졌던 생각으로, 제1차 세계 대전에서 독일의 패배가 독일 군인의 잘못이 아니라 내부의 배신자들(특히 군주제를 전복한 공화주의자들) 때문이라는 믿음이다. 등 뒤의 칼 찌르기 이야기를 믿는 사람들은 1918년 11월 11일 휴전 협정에 서명한 독일 정부 지도자들을 "11월 역적"이라고 칭했다.

## 같이 보기
- 제2차 세계 대전의 원인
- 패배주의